# Rugby-League-Weltmeisterschaft 2017/Gruppe C
Die Gruppe C der Rugby-League-Weltmeisterschaft 2017 umfasst Papua-Neuguinea, Wales und Irland. Die Gruppenspiele finden zwischen dem 28. Oktober und dem 12. November statt. Außerdem absolviert jede Mannschaft ein sogenanntes Intergruppenspiel gegen eine Mannschaft aus Gruppe C.

## Tabelle
|    | Land            | Spiele | Siege | Unent. | Ndlg. | Spiel- punkte | Diff. | Tabellen- punkte |
| -- | --------------- | ------ | ----- | ------ | ----- | ------------- | ----- | ---------------- |
| 1. | Papua-Neuguinea | 3      | 3     | 0      | 0     | 128:12        | + 116 | 6                |
| 2. | Irland          | 3      | 2     | 0      | 1     | 76:32         | + 44  | 4                |
| 3. | Wales           | 3      | 0     | 0      | 3     | 18:156        | − 138 | 0                |

## Spiele

### Papua-Neuguinea – Wales
| 28. Oktober 15:00 | Papua-Neuguinea | 50 : 6         | Wales                                             | Lloyd Robson Oval, Port Moresby Zuschauer: 14.800 Schiedsrichter: Ben Cummins |
| 28. Oktober 15:00 | Versuche: Mead 5 n.erh., 10 n.erh., 60 n.erh. Macdonald 23. erh. Ottio 34. erh. Albert 38. erh. Martin 43. erh., 53. n.erh. Justin Olam 56. n.erh. Aiton 71. erh. Erhöhungen: Martin (5/8) | (26:0) Bericht | Versuche: Grace 80. erh. Erhöhungen: Davies (1/1) | Lloyd Robson Oval, Port Moresby Zuschauer: 14.800 Schiedsrichter: Ben Cummins |

| 01                 | David Mead        |
| 02                 | Justin Olam       |
| 03                 | Kato Ottio        |
| 04                 | Nene Macdonald    |
| 05                 | Garry Lo          |
| 06                 | Ase Boas          |
| 07                 | Watson Boas       |
| 08                 | Stanton Albert    |
| 09                 | Wartovo Puara     |
| 10                 | Luke Page         |
| 11                 | Rhyse Martin      |
| 12                 | Willie Minoga     |
| 13                 | Paul Aiton        |
| Auswechselspieler: |                   |
| 14                 | Kurt Baptiste     |
| 15                 | Wellington Albert |
| 16                 | James Segeyaro    |
| 17                 | Enoch Maki        |

| 01                 | Elliot Kear      |
| 02                 | Rhys Williams    |
| 03                 | Michael Channing |
| 04                 | Andrew Gay       |
| 05                 | Regan Grace      |
| 06                 | Courtney Davies  |
| 07                 | Matt Seamark     |
| 08                 | Craig Kopczak    |
| 09                 | Steve Parry      |
| 10                 | Phil Joseph      |
| 11                 | Rhodri Lloyd     |
| 17                 | Chester Butler   |
| 13                 | Morgan Knowles   |
| Auswechselspieler: |                  |
| 12                 | Ben Morris       |
| 14                 | Matty Fozard     |
| 15                 | Sam Hopkins      |
| 16                 | Ben Evans        |

### Papua-Neuguinea – Irland
| 5. November 16:00 | Papua-Neuguinea                                                                   | 14 : 6        | Irland                                            | Lloyd Robson Oval, Port Moresby Zuschauer: 14.800 Schiedsrichter: Matt Cecchin |
| 5. November 16:00 | Versuche: Lo 16. n.erh. Macdonald 26. n.erh. Boas 78. erh. Erhöhungen: Boas (1/1) | (8:6) Bericht | Versuche: McIlorum 5. erh. Erhöhungen: Finn (1/1) | Lloyd Robson Oval, Port Moresby Zuschauer: 14.800 Schiedsrichter: Matt Cecchin |

| 01                 | David Mead        |
| 02                 | Justin Olam       |
| 03                 | Kato Ottio        |
| 04                 | Nene Macdonald    |
| 05                 | Garry Lo          |
| 06                 | Ase Boas          |
| 07                 | Watson Boas       |
| 08                 | Stanton Albert    |
| 09                 | Kurt Baptiste     |
| 10                 | Luke Page         |
| 11                 | Rhyse Martin      |
| 12                 | Willie Minoga     |
| 13                 | Paul Aiton        |
| Auswechselspieler: |                   |
| 14                 | James Segeyaro    |
| 15                 | Wellington Albert |
| 16                 | Stargroth Amean   |
| 17                 | Enoch Maki        |

| 01                 | Scott Grix                |
| 02                 | Shannon McDonnell         |
| 03                 | Ed Chamberlain            |
| 04                 | Michael Morgan            |
| 05                 | Liam Kay                  |
| 06                 | Api Pewhairangi           |
| 07                 | Liam Finn                 |
| 08                 | Brad Singleton            |
| 09                 | Michael McIlorum          |
| 10                 | Kyle Amor                 |
| 11                 | Louie McCarthy-Scarsbrook |
| 12                 | Oliver Roberts            |
| 13                 | George King               |
| Auswechselspieler: |                           |
| 14                 | Tyrone McCarthy           |
| 15                 | James Hasson              |
| 16                 | Joe Philbin               |
| 17                 | Anthony Mullally          |

### Wales – Irland
| 12. November 15:30 | Wales                                                | 6 : 34         | Irland | Perth Oval, Perth Schiedsrichter: Ben Thaler |
| 12. November 15:30 | Versuche: Morris 57. n.erh. Erhöhungen: Davies (1/1) | (0:22) Bericht | Versuche: Pewhairangi 8. erh. Roberts 31. erh., 66. erh. Philbin 34. erh. Finn 39. n.erh. Kay 74. erh. Erhöhungen: Finn (5/6) | Perth Oval, Perth Schiedsrichter: Ben Thaler |

| 01                 | Elliot Kear      |
| 02                 | Rhys Williams    |
| 03                 | Michael Channing |
| 17                 | Ben Morris       |
| 05                 | Regan Grace      |
| 06                 | Courtney Davies  |
| 23                 | Josh Ralph       |
| 08                 | Craig Kopczak    |
| 14                 | Steve Parry      |
| 16                 | Ben Evans        |
| 09                 | Matty Fozard     |
| 13                 | Morgan Knowles   |
| 10                 | Phil Joseph      |
| Auswechselspieler: |                  |
| 11                 | Rhodri Lloyd     |
| 12                 | Joe Burke        |
| 15                 | Gavin Bennion    |
| 18                 | Andrew Gay       |

| 01                 | Scott Grix                |
| 02                 | Shannon McDonnell         |
| 03                 | Ed Chamberlain            |
| 04                 | Api Pewhairangi           |
| 05                 | Liam Kay                  |
| 06                 | Joe Keyes                 |
| 07                 | Liam Finn                 |
| 08                 | Anthony Mullally          |
| 09                 | Michael McIlorum          |
| 10                 | Kyle Amor                 |
| 11                 | Louie McCarthy-Scarsbrook |
| 15                 | Will Hope                 |
| 13                 | Brad Singleton            |
| Auswechselspieler: |                           |
| 12                 | Oliver Roberts            |
| 14                 | George King               |
| 16                 | Joe Philbin               |
| 17                 | Matty Hadden              |